# Li Guang
Lĭ Guăng (xinès tradicional: 李廣, xinès simplificat: 李廣; Wade-Giles: Li Kuang, mort el 119 aEC), nascut en Tianshui, Gansu, va ser una famós general militar de la Dinastia Han. Anomenat El General Volador pels seus enemics xiongnu (xinès:飛將軍李廣), va lluitar principalment en les campanyes contra el poble xiongnu del nord de la Xina Han. Ell era conegut pels xiongnu com un dur rival quan hi era en la defensa de la fortalesa, i la seva presència era de vegades suficient per causar que els xiongnu avortaren el setge pel desànim. Li Guang es va suïcidar poc després de la batalla de Mobei en el 119 aEC. Li va ser culpat de no arribar al camp de batalla a temps (després d'haver-se perdut en el desert), creant una bretxa en l'ataca i permetent escapar a Yizhixie Chanyu després d'una confrontació entre Wei Qing i la força principal de Chanyu, la qual l'exèrcit Han va aconseguir derrotar per un pèl. Negant-se a acceptar la humiliació d'una cort marcial, Li Guang es va suïcidar.

## Biografia
Segons el Shiji (xinès:史記) de Sima Qian (xinès:司馬遷), Li Guang era un home de gran complexió, amb llarg braços i una bona habilitat amb l'arc, i es diu que en una ocasió va ser capaç de disparar una fletxa que va penetrar profundament en una pedra (que s'assemblava a la forma d'un tigre a l'aguait). Al mateix temps, igual que els seus contemporanis Wei Qing i Huo Qubing, era un general curós amb els seus subordinats que es va guanyar el respecte d'aquests. També va obtenir el favor de l'Emperador Wen, que va dir d'ell: "Si hagués nascut en l'època de l'Emperador Gaozu, se li hauria atorgat un feu de deu mil llars sense cap dificultat."(xinès:萬户侯)
Li Guang es va distingir en primer lloc durant la Revolta dels Set Estats, on ell va servir sota el comandament del Gran General Zhou Yafu (xinès:周亞夫). Amb tot, l'Emperador Jing no estava content amb ell perquè aquest havia acceptat el segell atorgat pel Liu Wu el Príncep de Liang, per tant Li no ser ascendit a un marquesat malgrat els seus èxits en la lluita contra la revolta.
Això no obstant, la carrera militar tardana de Li Guang va ser constantment assetjada per repetits incidents que serien considerats com "mala sort" pels erudits posteriors. Tenia una desagradable tendència a perdre la direcció en mobilitzacions, i en els camps de batalla era sovint superats en nombre i envoltat per enemics superiors. Encara que la fama Li Guang va atreure l'atenció a gran part dels seus enemics, les tropes de Li Guang mancaven relativament de disciplina i planificació estratègica cosa que sovint els posava a ell i als seus regiments en importants cuites. Li Guang es va escapar d'un pèl de ser capturat després que el seu exèrcit va ser anihilat durant una campanya ofensiva a Yanmar (雁門) en el 129 aEC, sent desposseït dels títols oficials i degradat a la condició plebeu juntament amb el seu company el general Gongsun Ao (公孫敖) després de pagar la llibertat condicional. Durant una campanya independent en el 120 aEC, Li Guang, aquesta vegada amb el seu fill Li Gan (李敢) al seu costat, va ser envoltat novament per enemics superiors. La seva tropa de 4.000 soldats va patir fortes baixes abans que els reforços dirigits per Zhang Qian (張騫) arribaren a temps per al rescat. Les normes de l'exèrcit Han dictaven que l'assoliment d'un comandant només es mesuraria d'acord amb el seu nombre d'enemics morts en combat menys les víctimes del seu propi bàndol. Això, juntament amb la ingenuïtat política de Li Guang, li van negar cap possibilitat de promoció a un marquesat, el seu somni de vida. L'Emperador Wu fins i tot li va ordenar secretament a Wei Qing de no assignar-li a Li Guang cap missió important en batalla (com ara estar en posició d'avantguarda), sobre la base de la famosa "terrible fortuna" de Li Guang.

## Anotacions
1. ↑  為人長，爰臂，其善射亦天性，雖子孫他人學者莫能及
2. ↑  敖、廣贖為庶人
3. ↑  行數百里，匈奴左賢王將四萬騎圍廣，廣軍士皆恐
4. ↑  胡急擊，矢下如雨。漢兵死者過半，漢矢且盡
5. ↑  博望侯軍亦軍，匈奴乃解去。漢軍邑，弗能追。是時，廣軍幾沒，罷歸
6. ↑  大將軍陰受上指，以為李廣數奇，毋令當單于，恐不得所欲